# Nancy Drew: The Shattered Medallion
«Нэнси Дрю: Расколотый медальон» (англ. Nancy Drew: The Shattered Medallion) — 30-я компьютерная игра-квест в серии игр о Нэнси Дрю, выпущенная компанией Her Interactive. Предыдущей частью серии является «Безмолвный шпион», а следующей — «Лабиринт лжи». Сюжет основан на книге «Real Fake» (2007) из серии о приключениях девушки-детектива Нэнси Дрю.

## Сюжет
Нэнси Дрю и её подруга Джесс Фейн участвуют в реалити-шоу в Новой Зеландии «Тихоокеанский забег», где необходимо преодолевать испытания и собрать пять частей медальона. Эксцентричный Санни Джун захватил контроль над шоу, что привело к выходу из строя аппаратуры для испытания и угрозе жизни участников шоу. Получившую травму Джесс заменяет другая подруга Нэнси Бесс Марвин. Вместе девушки должны выяснить причину, приведшую к травмированию Джесс, и узнать истинные намерения Сани Джуна.